# قاو يانغ
قاو يانغ (بالصينية: 高阳) هي لاعبة دفع الجلة صينية، ولدت في 1 مارس 1993.

## وصلات خارجية
- قاو يانغ على موقع الاتحاد الدولي لألعاب القوى (الإنجليزية)
- قاو يانغ على موقع أوليمبيديا (الإنجليزية)
- قاو يانغ على موقع اللجنة الأولمبية الصينية (الإنجليزية)